# ティクシ空港
ティクシ空港（露：Аэропорт Тикси、英：Tiksi Airport）は、ロシア連邦極東連邦管区サハ共和国ティクシにある空港である。ロシア空軍が使用し、軍民共用でもある。
町の中心部からは北に1㎞の北極海に面した位置にある。

## 沿革

### 冷戦期
1950年、ヨシフ・スターリンの下空軍基地として開港した。建設の理由として当時は冷戦期であり北極圏に戦略爆撃機、ツポレフTU-95を配備できる空軍基地を建設していたためであった。
1989年、ソビエト連邦の崩壊まで主要空軍基地として繁栄した。

### ソビエト連邦崩壊後
1989年以降も、ロシア空軍の主要基地としてツポレフTU‐95を大量配備している。
1999年、ロシア空軍の実戦訓練の為、当空港からカナダの北極圏までツポレフTU-95が飛んだ。

### 2012年の閉港
2012年、ロシア連邦は突如10月1日にティクシ空港を閉港することを発表。理由は滑走路を含む空港施設の老朽化であった。
また冬季は町へ通ずる道が閉鎖されるためティクシは陸の孤島になりかけたが、サハ共和国政府により町への道を閉鎖しないことを決定した。
2013年4月の会見で、ドミートリー・メドヴェージェフ連邦政府議長は「ロシア空軍の町の存続を考慮しない行動に憤りを感じる」と語った。
サハ共和国政府とロシア空軍との交渉の結果2013年6月、アントノフAN‐24による便で民間機が復活する事になった。
2014年、ロシアのメディアイタルタス通信はロシア政府が北極圏に6つの軍用の閉鎖都市をロシア北極圏に作ることを発表その内の一つがティクシ近郊に作られる事になったと報道した。
その後、ロシア連邦軍建設局長のローマン・フィリモノヴは、会見で「これらの閉鎖都市は快適な生活が出来る様に作っている」、「我々はティクシ空港のインフラを来年（2015年）までに完璧にする」と発表した。
2020年現在、空港の滑走路などのインフラは更新されているが、旧ターミナルやソビエト連邦下に使われていたと思しき廃墟が空港施設に隣接をしている。

## 就航航空会社と就航都市

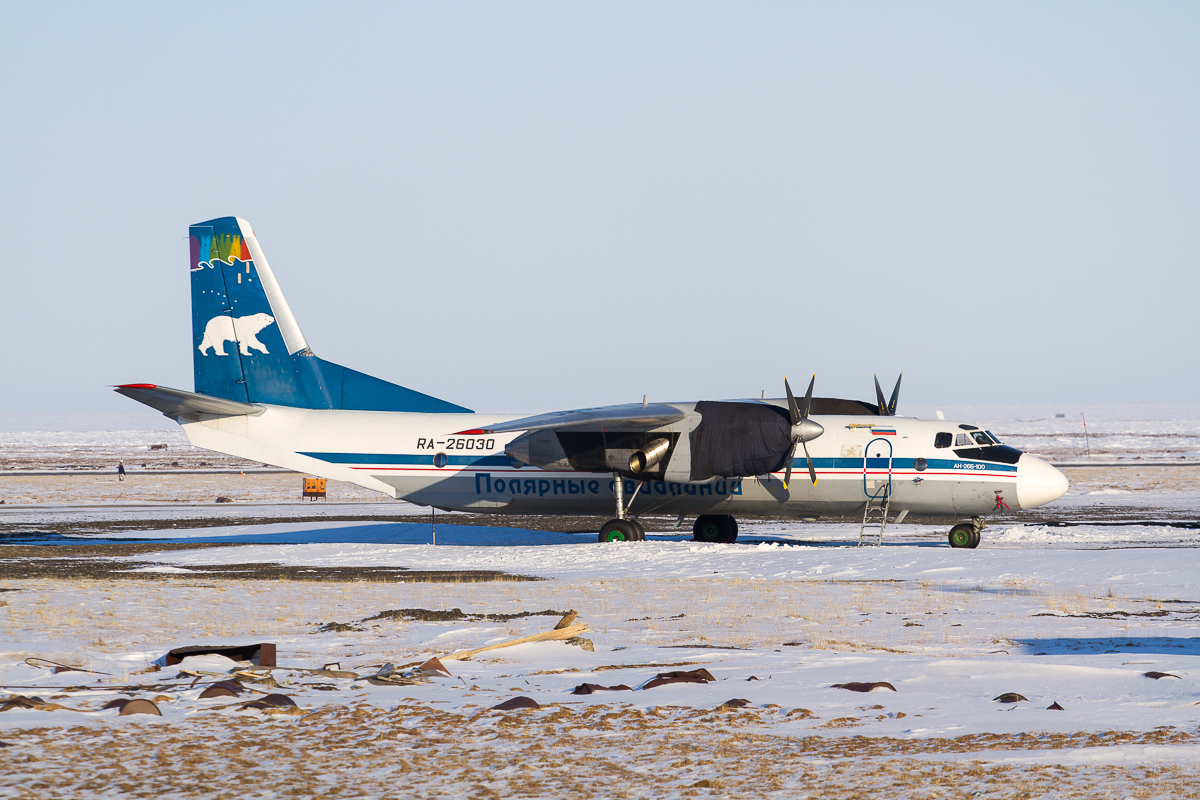
ポーラーエアラインズのアントノフAN-24

ティクシ空港に就航する機材はアントノフAN-24のみである。

### 国内線

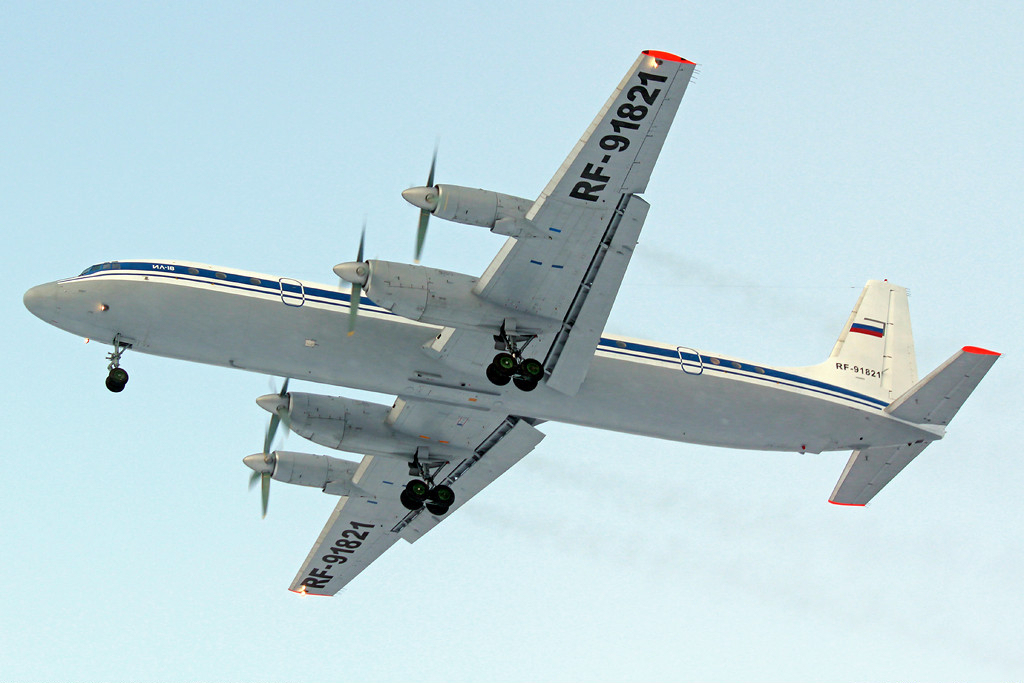
着陸降下中のイリューシンIL‐18

### 国内線[5]
| 航空会社             | 就航地                            |
| -------------------- | --------------------------------- |
| ポーラーエアラインズ | ヤクーツク                        |
| ヤクーツク航空       | モスクワ/ヴヌーコヴォ、ヤクーツク |

### 国際線
2020年現在までに、一度も国際線は運航されたことは無い。（チャータ便も含む）

## 事故

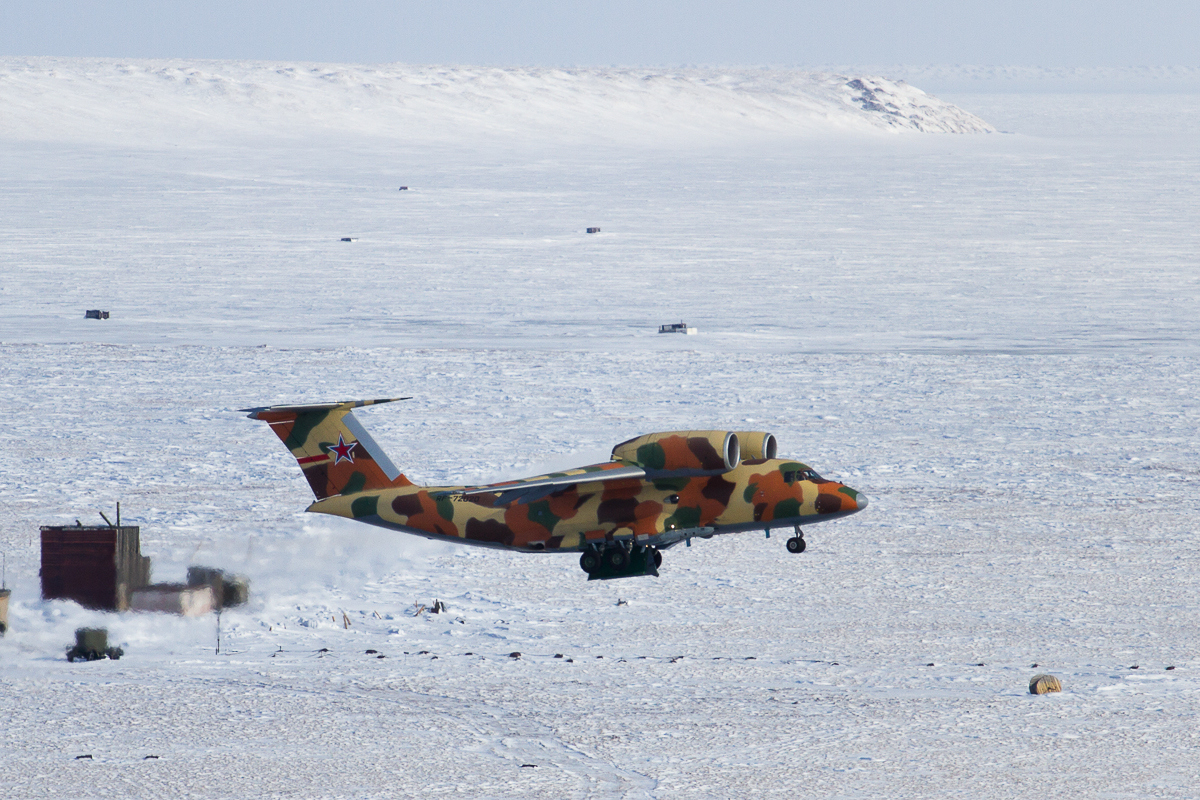
離陸中のロシア空軍アントノフAN-72

2016年12月19日、空港へアプローチ中だったロシア空軍のイリューシンIL-18が墜落。乗員乗客全員生還だが3人が負傷

## アクセス
ティクシにはマルシュルートカやバスなどは無いためタクシーか自家用車でのアクセスに限られる。
ウーリツァ・ポリャルノイ・アヴィアツィイ（露:ул. Полярной Авиации）との名の道が町の中心部に通じている。
空港前にはアルクチカ（露：Арктика）という名前のホテルとガラドク（露：ГородОК）という名前のスーパーマーケットがある。